# Berberakademie
Die Berberakademie (kabylisch Agraw Imaziɣən, englisch Berber Academy, französisch Académie berbère) ist eine 1967 in Paris gegründete Akademie mit dem Ziel der Verschriftlichung der Berbersprache.